# Groovy Filmes
Groovy Filmes es una productora independiente audiovisual brasileña, mexicana y argentina fundada en 2004 en Río de Janeiro (Brasil) por Frandu Almeida, Estevam Allevato, Roberto Peralta y Rodrigo Rueda Terrazas. Actualmente cuenta con un gran grupo diverso de colaboradores de diversas nacionalidades y áreas de estudio y con producciones en los tres países dirigida por Frandu Almeida y Rodrigo Rueda Terrazas.
La productora se dio a conocer en el movimiento independiente latinoamericano por producciones tales como las del largometraje independiente Poliamore (español: Poliamor) (2006-2007) filmado como coproducción entre México, Brasil y Argentina, que trata sobre el controvertido tema de la poligamia responsable, denominado comúnmente poliamor, así como del premiado cortometraje Proyecto 150, el cual fue seleccionado para la muestra oficial y competitiva de varios festivales.
Posteriormente en 2008 la productora se embarcó en el mundo editorial en línea con su publicación de críticas cinematográficas denominada Groovy Critics.

## "Por Un Cine Sin Fronteras"
A partir del 2005 la Productora Groovy Filmes adoptó como eslogan la frase Por Un Cine Sin Fronteras (inglés: Films Should Know No Frontiers; portugués: Por Um Cinema Sem Fronteiras) describiendo la diversidad cultural e internacional de sus miembros, colaboradores y fundadores así como el objetivo de la Productora en hacer énfasis en la universalidad del cine como vehículo de expresión, comunicación y función social, así como de las ventajas del cine digital en su distribución, acceso y público actual en relación a los Proyectos de la Productora.

## "Groovy Critics"
En 2008 la productora se introdujo al mundo editorial online con la publicación electrónica de críticas cinematográficas a través del portal llamado "Groovy Critics" con el objetivo de canalizar y concentrar opiniones y publicaciones diversas de directores, productores, guionistas, etc. del movimiento independiente latinoamericano. Tal sitio es una asociación de críticos latinoamericanos en su mayoría con publicación tanto de críticas como de artículos en general sobre el cine latinoamericano, independiente y digital.

## Filmografía
- "Guatemala" (2004) (Corto-metraje)
- "Outono" (2004) (Corto-metraje)
- "Sacopa 299" (2004-2005) (Medio-metraje)
- "Noite No Mixam" (2005) (Corto-metraje)
- "Poliamore" (2005-2006) (Largo-metraje)
- "A Olhos Vistos" (2006) (Documental)
- "Proyecto 150" (2007) (Corto/Medio-Metraje)